# El despertar
El despertar é uma telenovela mexicana, produzida pela Televisa e exibida em 1966 pelo Telesistema Mexicano.

## Elenco
- María Rivas
- Guillermo Murray
- Susana Freyre
- Adriana Roel